# فورد پانصد

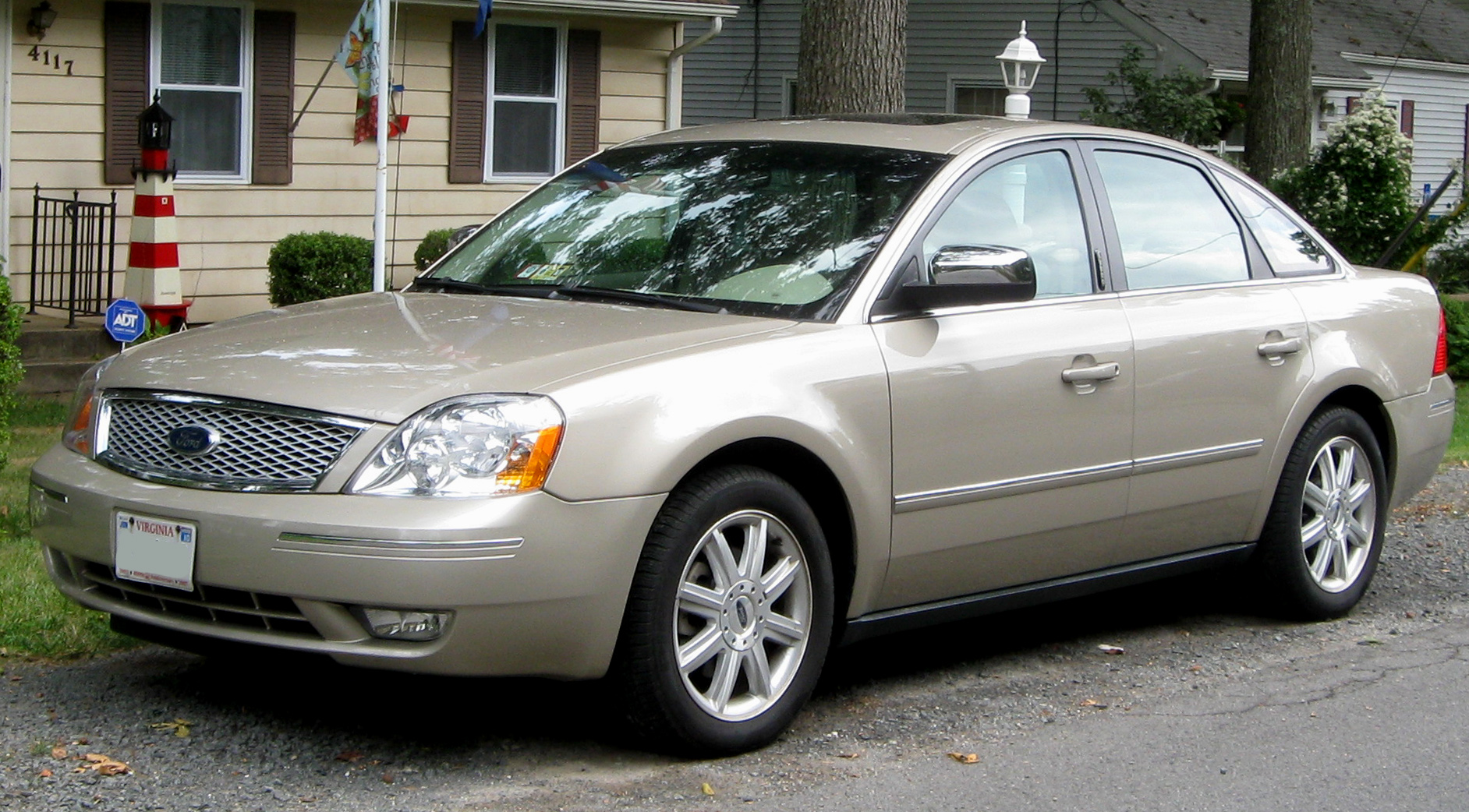

فورد فایو هاندرد (Ford Five Hundred) خودرویی است که در سال‌های July ۲۰۰۴ تا April ۲۰۰۷تولید شده‌است.
این خودرو در کلاس خودرو سایز بزرگ قرار گرفته، طراحی آن موتور جلو، خودرو محور جلو، خودرو چهار چرخ محرک بوده طول آن در حالت طبیعی ۲۰۰٫۷ اینچ (۵٬۰۹۸ میلیمتر)، عرض آن در حالت طبیعی ۷۴٫۵ اینچ (۱٬۸۹۲ میلیمتر)، ارتفاع آن در حالت طبیعی ۶۱٫۵ اینچ (۱٬۵۶۲ میلیمتر)، است.

## نگارخانه

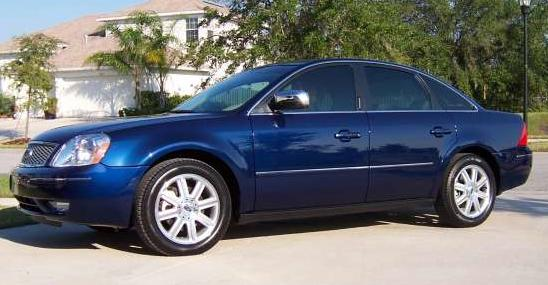
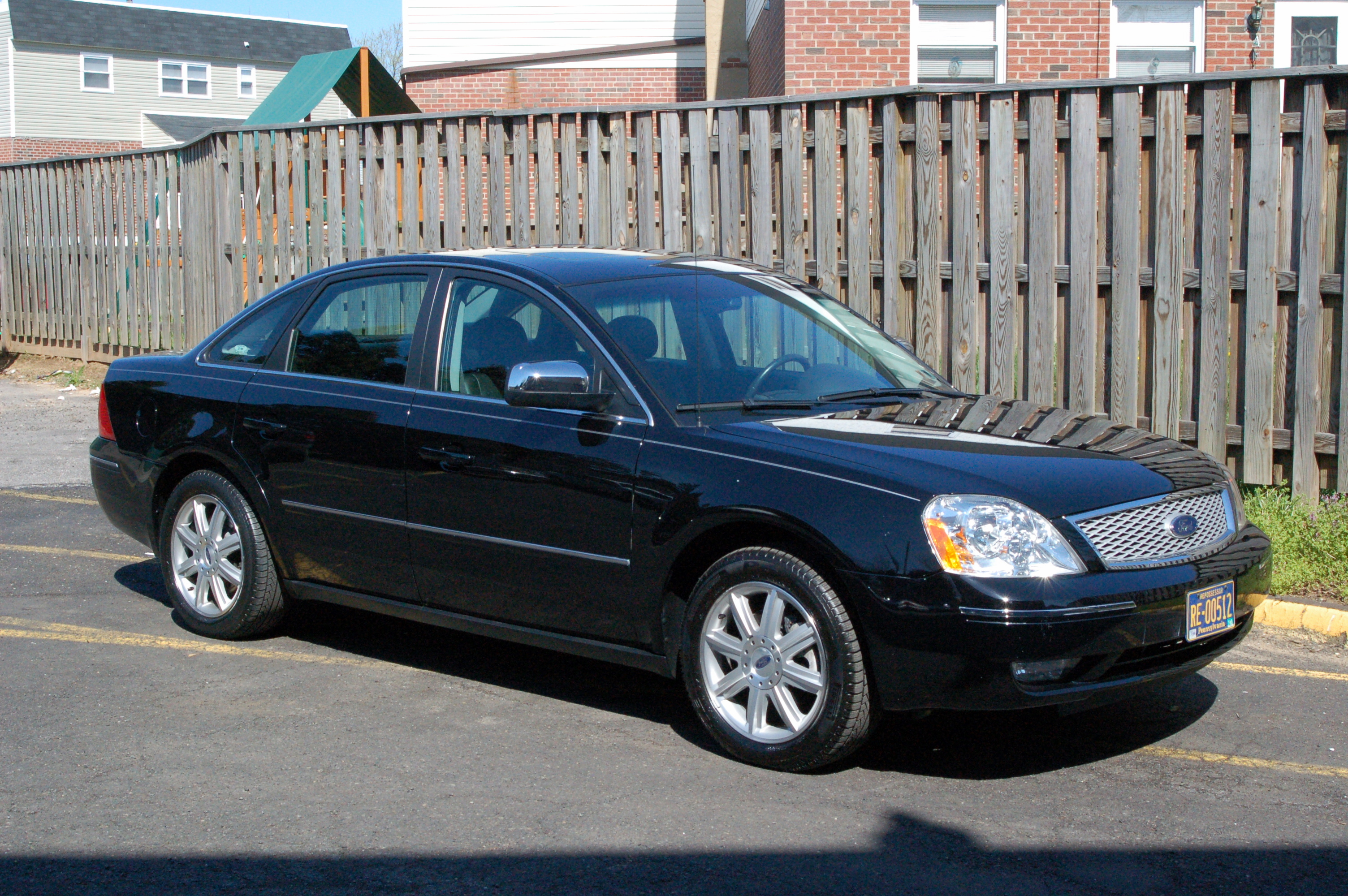
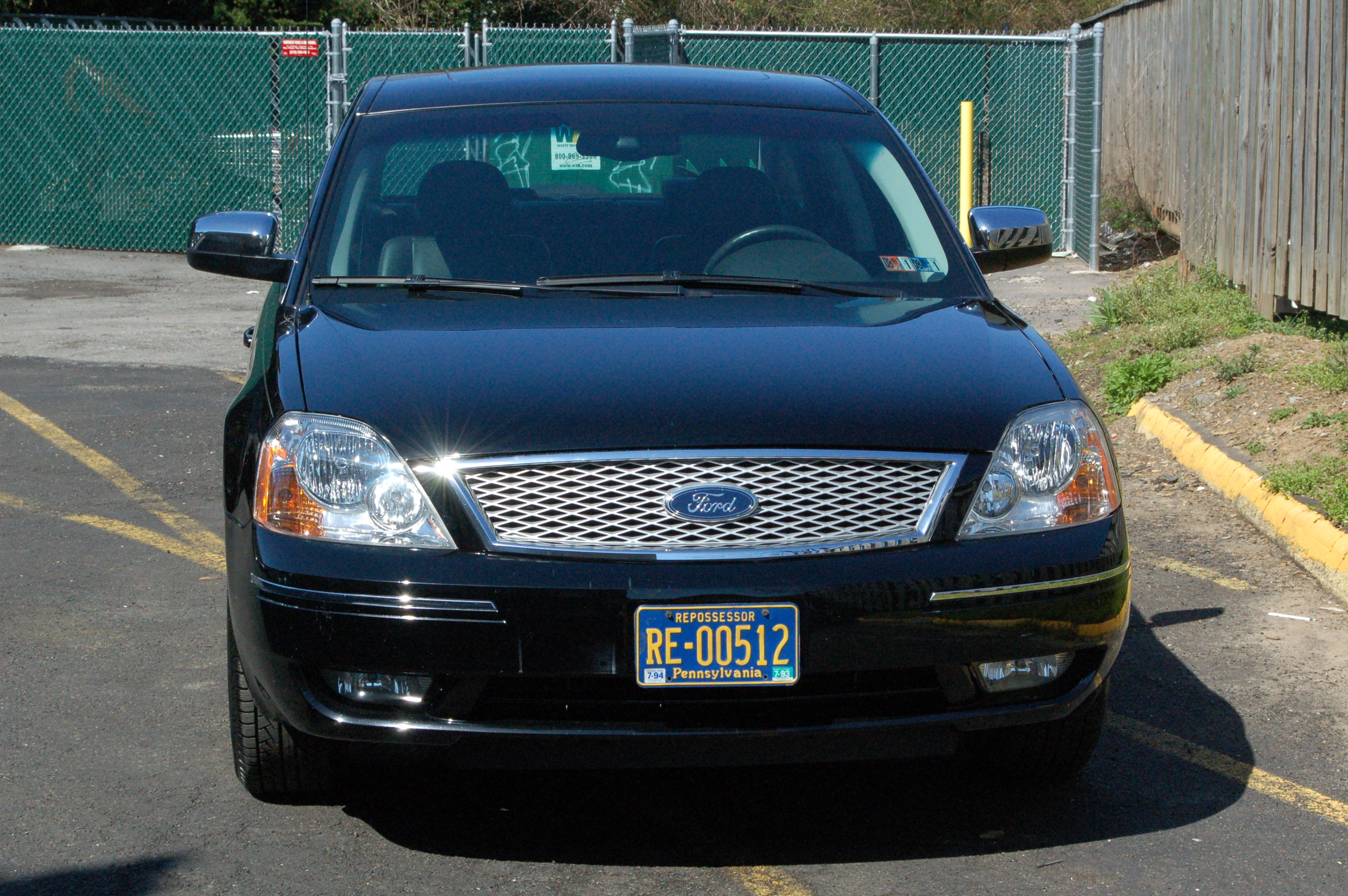
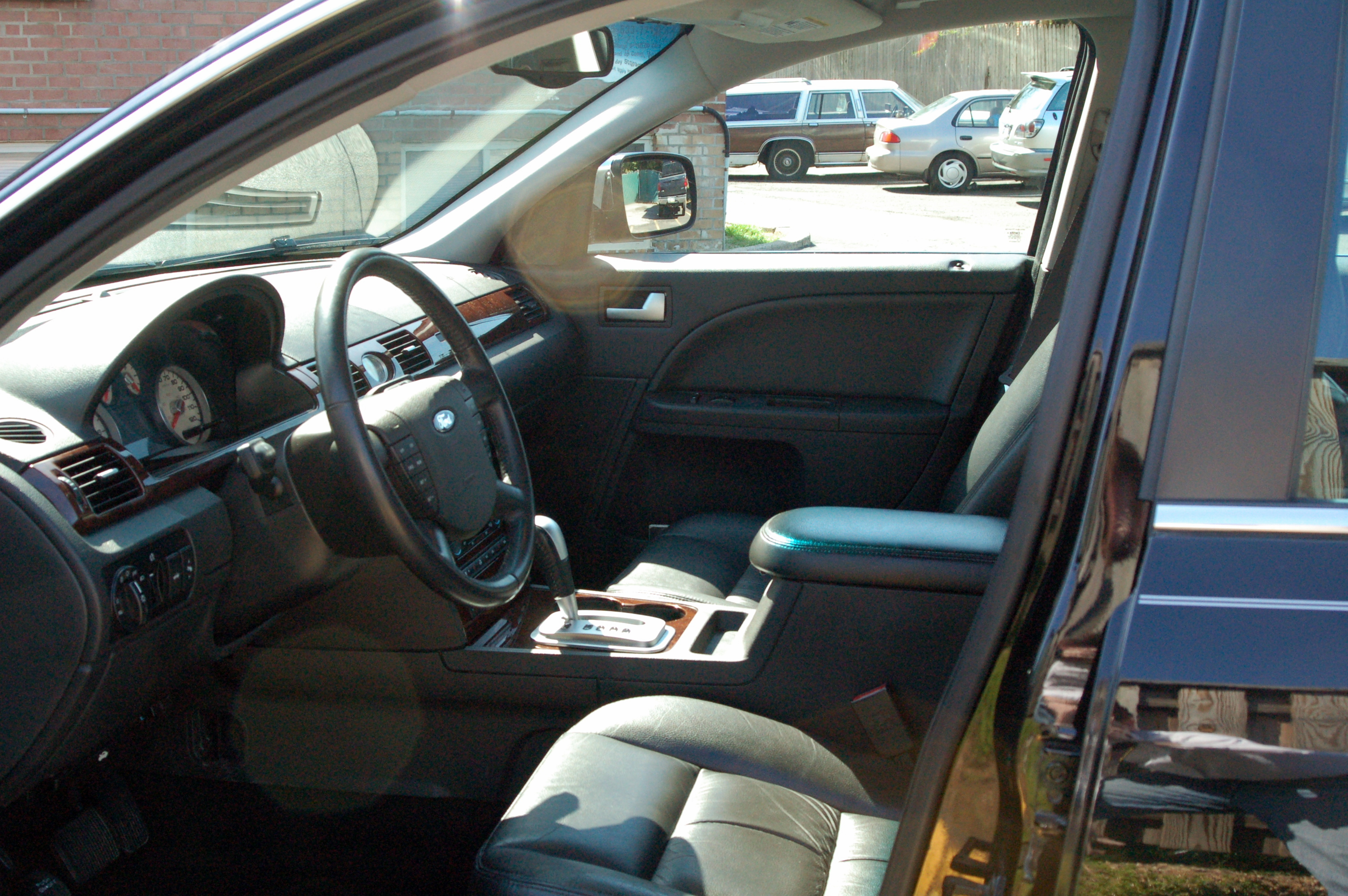